# Немецкий вахтельхунд
Немецкий вахтельхунд (нем. wachtel — «перепел», нем. hund — «собака»), немецкая перепелиная собака, немецкий спаниель. Охотничья порода собак, официально признанная Международной кинологической федерацией (МКФ). Считается универсальной охотничьей собакой и одинаково хорошо может быть использована как для выслеживания и вспугивания дичи, так и для добора подранков копытных.

## Происхождение и история породы
Универсальные охотничьи собаки появились в Германии после революции XIX века, когда право охотиться получили простолюдины, не имеющие возможности содержать большие кеннели охотничьих собак. Первые упоминания названия породы вахтельхунд, а также её описание появились в литературе более ста лет назад. На территории Германии документированное разведение вахтельхундов ведется начиная с 1903 года.

## Описание

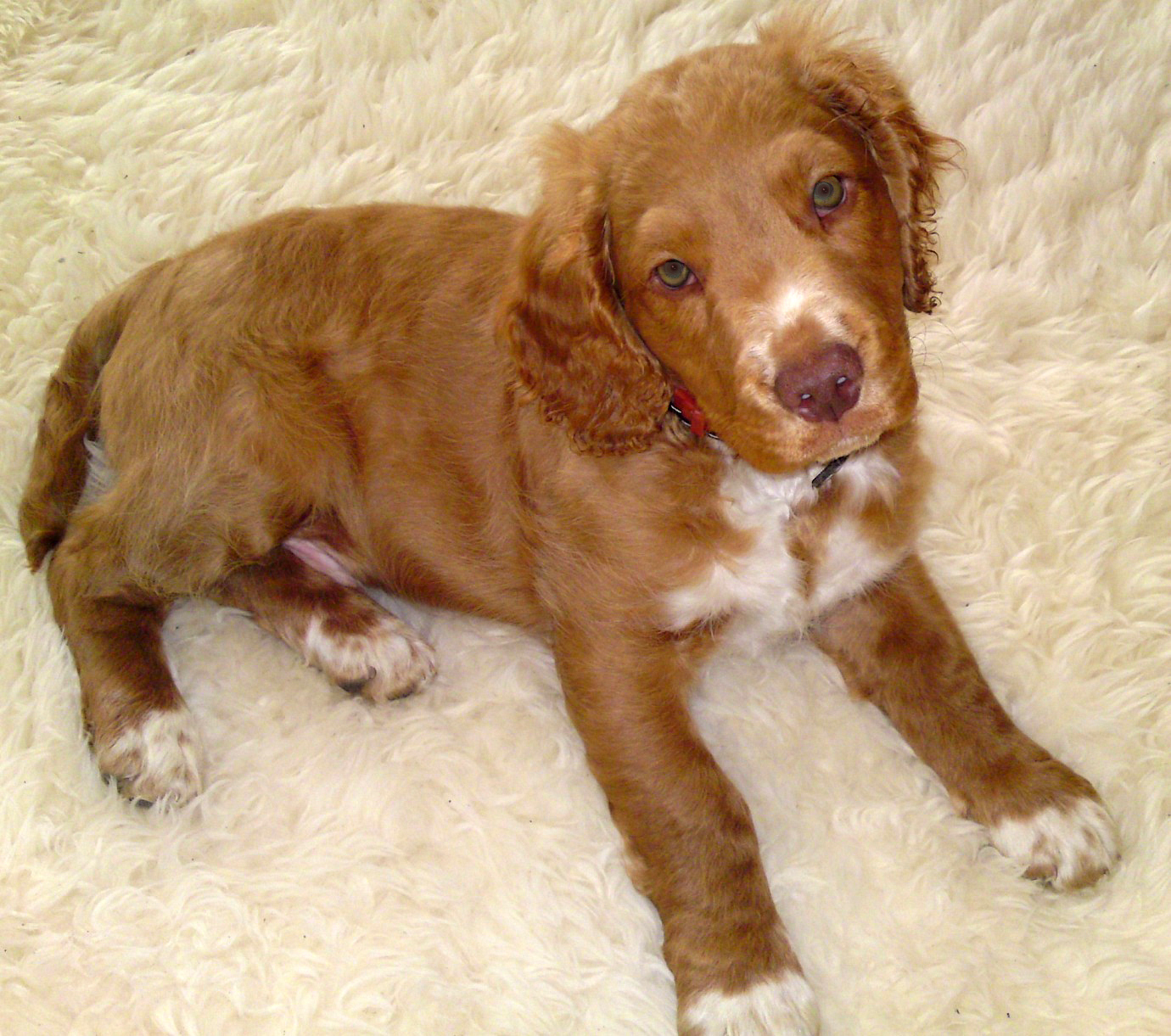
Щенок немецкого вахтельхунда, рыжий окрас, 3 месяца

Плотная, приземистая охотничья собака высотой в холке до 54 см и весом до 30 кг. Шерстяной покров средней длины, густой, волнистый, иногда до кудрявого, с густым подшёрстком. Встречаются также экземпляры с прямой, гладкой шерстью. Длина лба равна длине морды, переход ото лба к морде не выражен, но череп несколько округлый, поднимается от линии глаз к затылку. Уши широкие, плоские, высоко посаженные.
Допускаются два окраса:
- Однотонно-коричневый, редко рыжий, часто встречаются белые отметины на груди и кончиках лап.
- Коричневый, реже рыжий, крапчатый с белыми подпалинами. Встречаются белые собаки с коричневыми пятнами и бело-крапчатые с коричневым.

## Применение
Универсальная собака, классифицируемая, как штёберхунд, с веселым, дружелюбным характером. Применяется для охоты и выслеживания дичи в сложных условиях: в лесу, в горах, по снегу, на льду и т. д. Вахтельхунд отличается отличным нюхом и врожденной склонностью к поиску дичи и аппортированию. Охотно идет в воду, благодаря чему часто используется при охоте на уток и другую водную дичь. Однако основное применение вахтельхунды получили при работе с голосом на следу в лесной чаще и поиску по перу либо шерсти.
Из-за своей ярко выраженной страсти к охоте и живого характера вахтельхунды тяжело переносят жизнь в тесном пространстве и, как правило, продаются только егерям и профессиональным охотникам.
В Германии для того, чтобы иметь возможность использовать собаку на охоте, владельцы молодых вахтельхундов обязаны пройти с ними тест для молодых собак до достижения ими восемнадцати месяцев. Данный тест включает в себя проверку работы по заячьему следу, отсутствия боязни воды, а также отсутствия страха перед выстрелом. Помимо теста для молодых собак существуют ещё два уровня тестов для вахтельхундов, включающих работу по кровяному следу, выслеживанию дичи, работу в воде и т. д.